# Traité de Guillon
Pontoise (1359) Brétigny (1360)
Le traité de Guillon, ou traité des moutons d'or, est un traité signé le 10 mars 1360 entre Édouard III, roi d’Angleterre, et Philippe de Rouvres, duc de Bourgogne, à Guillon dans l'actuel département de l'Yonne. Il prévoit une trêve de trois ans, contre le versement d'une forte somme par le duc de Bourgogne.

## Contexte
La guerre de Cent Ans débute en 1337, lorsqu'Édouard III d'Angleterre fait valoir ses droits au trône de France. La bataille de Crécy, la prise de Calais puis la bataille de Poitiers, où le roi de France est capturé, lui permettent d'étendre son royaume sur le tiers de la France continentale.
En octobre 1359, il débarque à Calais et chevauche jusqu'à Reims. Mais la chevauchée anglaise échoue devant la ville du sacre (janvier 1360).
Édouard conduit alors son armée par Châlons, prend Tonnerre, épargne Noyers mais ravage Montréal dont une partie des habitants est massacrée. Tandis que son lieutenant s'empare de la place forte de Flavigny et que ses troupes pillent l'avallonnais, Édouard s'installe dans l'ancien château de Guillon. 
Informé de la situation, le jeune duc de Bourgogne Philippe de Rouvres se rend à Guillon, accompagné de ses principaux vassaux.

## Le traité
Les négociations entre les Anglais et les Bourguignons aboutissent le 10 mars 1360 à la signature d'un traité, qui établit une trêve de trois ans.
Vaincus, les Bourguignons s'engagent à verser une somme importante de  200 000 deniers d'or au mouton (d'où le nom de Traité des moutons d'or) en trois versements. Ils acceptent de laisser circuler librement les sujets du roi d'Angleterre. Édouard III, de son côté, s'engage à rendre Flavigny, à lever la rançon des villes conquises et des prisonniers, à quitter la Bourgogne pacifiquement et rapidement.
Le paiement des  200 000 deniers d'or est garanti par dix-sept abbés et prélats, quinze nobles, sept bourgeois et six villes. Les bourgeois et nobles promettent de se livrer en otage à Londres ou Calais, en cas de retard supérieur à un mois.

## Conséquences
Les Anglais quittent enfin la Bourgogne et se dirigent vers Paris. Après avoir échoué à prendre la ville, Édouard regagne l'Angleterre. Sa chevauchée se solde par un échec : il ne sera pas roi de France.
Anglais et Français sont alors contraints à une négociation qui aboutit au traité de Brétigny en mai 1360. Ce traité de paix s'avère désastreux pour la Bourgogne : les mercenaires congédiés par les anciens belligérants se regroupent en Grandes Compagnies et pillent la région, qui n'a plus les moyens de se défendre.